# Катиади (подокруг)
Катиади (бенг. কটিয়াদি, англ. Katiadi) — подокруг на северо-востоке Бангладеш в составе округа Кишоргандж. Административный центр — город Катиади. Площадь подокруга — 219,22 км². По данным переписи 1991 года численность населения подокруга составляла 264 501 человек. Плотность населения равнялась 1207 чел. на 1 км². Уровень грамотности населения составлял 20,3 %. Религиозный состав: мусульмане — 94,26 %, индуисты — 4,60 %, христиане — 0,32 %, прочие — 0,82 %.